# Arp-Madore 4
Arp-Madore 4 (AM 4) – gromada kulista znajdująca się w kierunku konstelacji Hydry w odległości 105 tys. lat świetlnych od Ziemi. Została odkryta przez amerykańskich astronomów Haltona Arpa i Barry'ego Madorego w 1982 roku jako jedna z czterech gromad, którą odkryli wspólnie. Arp-Madore 4 znajduje się w odległości 90,6 tys. lat świetlnych od jądra Drogi Mlecznej.
Gromada AM 4 jest gromadą o niskiej metaliczności przy masie całkowitej do 1000 mas Słońca. Jest to najsłabsza i najmniej masywna gromada spośród tych, które znamy w halo naszej Galaktyki.